# John Anderson (calciatore 1929-2001)
John Anderson (Barrhead, 8 dicembre 1929 – Leicester, 22 agosto 2001) è stato un calciatore scozzese, di ruolo portiere.

## Palmarès

### Club

#### Competizioni nazionali
- Second Division: 2

Leicester City: 1953-1954, 1956-1957